# Henning Björkman
Henning Nils Malkolm Björkman, född 23 augusti 1905 i Bergs församling i Jämtlands län, död 10 juli 1980 i Sankt Matteus församling i Stockholm, var en svensk militär.

## Biografi
Björkman avlade officersexamen vid Kungliga Krigsskolan 1926 och utnämndes samma år till fänrik vid Norrlands artilleriregemente, där han 1928 befordrades till underlöjtnant. Han befordrades till löjtnant 1933 samt var adjutant hos fästningsintendenten vid kommendantstaben i Bodens fästning till 1934 och från 1934 regementsintendent vid Bodens ingenjörkår. År 1941 befordrades han till kapten, varefter han var regementsintendent vid Södra skånska infanteriregementet från 1941 och tjänstgjorde vid Försvarsstaben i mitten av 1940-talet. Han befordrades till major 1946 och var chef för Förrådskontrollkontoret i Intendenturavdelningen vid Arméförvaltningen 1946–1948. Åren 1948–1951 var han stabsintendent i staben vid VII. militärområdet och vid denna tid tillika chef för arméns intendenturförråd vid Tingstäde fästning. Han var chef för arméns intendenturanstalt i Stockholm 1952–1954 och befordrades till överstelöjtnant 1953. Han var chef för Mobiliserings- och anskaffningssektionen i Förplägnadsbyrån vid Arméintendenturförvaltningen 1954–1959, befordrades till överste 1959 och var chef för Förplägnadsbyrån vid Arméintendenturförvaltningen 1959–1963. Åren 1963–1965 var Björkman chef för Livsmedelsbyrån vid Försvarets intendenturverk. Han är begravd på Norra begravningsplatsen utanför Stockholm.

## Utmärkelser
- Riddare av första klassen av Svärdsorden, 1946.[17]
- Kommendör av Svärdsorden, 4 juni 1965.[18]